# 비주얼 콘셉츠
비주얼 콘셉츠(Visual Concepts)는 미국의 게임 개발사이다. 1988년 설립되었고 본사는 캘리포니아주 너바토에 있다. 세가의 자회사였으나 2005년 2K 게임스에 양도되었다. 주로 스포츠 게임 위주로 제작하고 있다. 대표작은 NBA 시리즈와 도미누스가 있다.

## 개발한 게임

### 1989년-2004년
- 파이프 매니아
- 공룡 대행진
- 도미누스 (비디오 게임)
- NBA 2K (비디오 게임)

### 2005년-현재
- 판타스틱 4: 실버 서퍼의 위협 (비디오 게임)
- 메이저 리그 베이스볼 2K11
- NBA 2K14
- NBA 2K17
- NBA 2K17
- NBA 2K
- NBA 2K18